# Live at the Village Vanguard (Mark-Turner-Album)
Live at the Village Vanguard ist ein Jazzalbum von Mark Turner. Die am 18. und 19. Juni 2022 im New Yorker Jazzclub Village Vanguard entstandenen Aufnahmen erschienen am 8. September 2023 auf dem Label Giant Step Arts.

## Hintergrund
Bereits 2011 stellte der  Kritiker Patrick Jarenwattananon im National Public Radio fest, dass Mark Turner häufiger im Village Vanguard auftrete: Mehrmals wurde er in der Serie „Live at the Village Vanguard“ von NPR Music und WBGO für den Club gebucht, u. a. im Quartett von Schlagzeuger Billy Hart und mit einer eigenen Formation, der der Schlagzeuger Paul Motian angehörte. 2022 spielte er dort mit seinem Quartett, bestehend aus Jason Palmer (Trompeter), Joe Martin (Bass) und Jonathan Pinson (Schlagzeug); dessen Auftritt wurde auf dem Album Live at the Village Vanguard dokumentiert.

## Titelliste
- Mark Turner: Live at the Village Vanguard (Giant Step Arts)

1. Return from the Stars 11:03
2. Terminus 12:36
3. Bridgetown 8:13
4. Brother Sister 13:52
5. Nigeria 2 10:18
6. Lincoln Heights 7:30
7. 1946 13:24
8. Unacceptable 14:14
9. It’s Not Alright With Me 18:36
10. Wasteland 11:08
11. Lennie Groove 9:52

Die Kompositionen stammen von Mark Turner.

## Rezeption
Turner sei ein Vorbild für jüngere Spieler, ein großer Einfluss auf eine ganze Generation von Saxophonisten, die nicht unbedingt das Publikum in die Luft sprengen wollen, die einen aber über das nachdenken lassen wollen, was man gerade gehört hat, schrieb Phil Freeman (Ugly Beauty/Stereogum). Er würde auf diesem Livealbum perfekt zum Trompeter Jason Palmer passen, der sich in der Jazzwelt in fast derselben Position befindet – ein weiterer unglaublich talentierter Spieler mit wirklich kreativen Ideen, der mehr Aufmerksamkeit verdiene, als er von der breiten Öffentlichkeit bekommt. „Terminus“, fast 13 Minuten lang, sei ein brodelnder Blues, der nur ein wenig an Fahrt aufnehme und dann wieder in seinen geduldigen Groove übergehe. Die langen Unisono-Melodien lassen es fast wie eine durchkomponierte Komposition erscheinen, „doch dann starten die Bläser zu Alleinflügen und fliegen wie Adler auf der Jagd durch den Himmel.“
Das Album zeige, wie sehr sich der Saxophonist in den letzten zweieinhalb Jahrzehnten von einem bereits sehr anspruchsvollen jungen Saxophonvirtuosen Ende der 1990er-Jahre zu einem Komponisten entwickelt hat, der seine ganz eigene Sicht auf den Bop und angrenzende Jazztraditionen entwickelt habe, schrieb Pat Youngspiel (All About Jazz). Er würde alte Idiome mit raffinierten intellektuellen Wendungen verbinden, die niemals auf Kosten der Seelenfülle des Künstlers gehen. Denn Soul und Swing bildeten den Kern und das Herzstück von Turners Musik, und seine einzigartig schrägen Saxophonlinien verstärkten nur seine großartige kompositorische Vision.